# Synallaxe d'Iquico
Asthenes heterura
Espèce
Synonymes
- Siptornis heterura Berlepsch, 1901 (protonyme)

Statut de conservation UICN

 NT  : Quasi menacé
Le Synallaxe d'Iquico (Asthenes heterura) est une espèce d'oiseaux de la famille des Furnariidae.

## Répartition
Cette espèce vit depuis le Nord de la Bolivie jusqu'au Nord-Ouest de l'Argentine.

## Taxinomie
Selon le Congrès ornithologique international et Alan P. Peterson, aucune sous-espèce n'est distinguée,.